# ITF Women’s Circuit 2014
Der ITF Women’s Circuit 2014 war nach der WTA Tour und der WTA Challenger Series die dritthöchste Turnierserie im Damentennis.

## Turniere
Insgesamt wurden 2014 für die Tennisspielerinnen auf dem ITF Women’s Circuit 389 Turniere veranstaltet.

## Weltranglistenpunkte
Abhängig von der erreichten Runde erhielten die Spielerinnen folgende Punktzahl für die Weltrangliste.
| Turnierkategorie       | S   | F  | HF | VF | AF | R32 | QLFR | Q3 | Q2 | Q1 |
| ---------------------- | --- | -- | -- | -- | -- | --- | ---- | -- | -- | -- |
| ITF 100.000 $ + H1 (E) | 150 | 90 | 55 | 28 | 14 | 1   | 6    | 4  | 1  | –  |
| ITF 100.000 $ + H1 (D) | 150 | 90 | 55 | 28 | 14 | 1   | –    | –  | –  | –  |
| ITF 100.000 $ (E)      | 140 | 85 | 50 | 25 | 13 | 1   | 6    | 4  | 1  | –  |
| ITF 100.000 $ (D)      | 140 | 85 | 50 | 25 | 13 | 1   | –    | –  | –  | –  |
| ITF 75.000 $ + H1 (E)  | 130 | 80 | 48 | 24 | 12 | 1   | 5    | 3  | 1  | –  |
| ITF 75.000 $ + H1 (D)  | 130 | 80 | 48 | 24 | 12 | 1   | –    | –  | –  | –  |
| ITF 75.000 $ (E)       | 115 | 70 | 42 | 21 | 10 | 1   | 5    | 3  | 1  | –  |
| ITF 75.000 $ (D)       | 115 | 70 | 42 | 21 | 10 | 1   | –    | –  | –  | –  |
| ITF 50.000 $ + H1 (E)  | 100 | 60 | 36 | 18 | 9  | 1   | 5    | 3  | 1  | –  |
| ITF 50.000 $ + H1 (D)  | 100 | 60 | 36 | 18 | 9  | 1   | –    | –  | –  | –  |
| ITF 50.000 $ (E)       | 80  | 48 | 29 | 15 | 8  | 1   | 5    | 3  | 1  | –  |
| ITF 50.000 $ (D)       | 80  | 48 | 29 | 15 | 8  | 1   | –    | –  | –  | –  |
| ITF 25.000 $ + H1 (E)  | 60  | 36 | 22 | 11 | 6  | 1   | 2    | –  | –  | –  |
| ITF 25.000 $ + H1 (D)  | 60  | 36 | 22 | 11 | 1  | –   | –    | –  | –  | –  |
| ITF 25.000 $ (E)       | 50  | 30 | 18 | 9  | 5  | 1   | 1    | –  | –  | –  |
| ITF 25.000 $ (D)       | 50  | 30 | 18 | 9  | 1  | –   | –    | –  | –  | –  |
| ITF 15.000 $ (S)       | 25  | 15 | 9  | 5  | 1  | –   | –    | –  | –  | –  |
| ITF 15.000 $ (D)       | 25  | 15 | 9  | 1  | –  | –   | –    | –  | –  | –  |
| ITF 10.000 $ (E)       | 12  | 7  | 4  | 2  | 1  | –   | –    | –  | –  | –  |
| ITF 10.000 $ (D)       | 12  | 7  | 4  | 1  | –  | –   | –    | –  | –  | –  |

- 1 Hospitality